# Anatolie Doroș
Anatolie Doroș (Vertiujeni, 21 marzo 1983) è un ex calciatore moldavo, di ruolo attaccante.